# سهيل الحربي
سهيل إبراهيم عبد الله الحربي (مواليد 28 مارس 1997، لاعب كرة قدم إماراتي يجيد اللعب في الوسط.

## مسيرة اللاعب
لعب سابقاً مع نادي الظفرة ونادي العروبة ونادي الحمرية.

## الحياة الشخصية
هو من عائلة رياضية فهو شقيق كل من اللاعبين شعيب الحربي وشهاب الحربي وإسماعيل الحربي ومنصور الحربي.

## روابط خارجية
- سهيل الحربي على موقع قاعدة بيانات كرة القدم.إي يو (الإنجليزية)
- سهيل الحربي على موقع Soccerway.com (الإنجليزية)